# 多鱗瓊脂鯉
多鱗瓊脂鯉（学名：Jupiaba polylepis）為輻鰭魚綱脂鯉目脂鯉亞目脂鯉科的其中一個種，為熱帶淡水魚，分布於南美洲蘇利南及蓋亞那沿岸淡水流域，體長可達6.1公分，棲息在底中層水域，生活習性不明。
其种加词“polylepis”意为“多鳞的”。